# Ain Dorbane-Lahlaf
Ain Dorbane-Lahlaf  (in arabo عين الضربان-لحلاف‎?) è un centro abitato e comune rurale del Marocco situato nella provincia di Settat, regione di Casablanca-Settat. Conta una popolazione di 8 120 abitanti (censimento 2014).